# Montreuil-la-Cambe
Montreuil-la-Cambe ([mɔ̃tʁœj la kɑ̃b] ) ist eine französische Gemeinde mit 80 Einwohnern (Stand: 1. Januar 2022) im Département Orne in der Region Normandie (vor 2016 Basse-Normandie). Sie gehört zum Arrondissement Argentan und ist Mitglied im Gemeindeverband Terres d’Argentan Interco. Die Einwohner werden Montreuillais und Montreuillaises genannt.

## Geografie

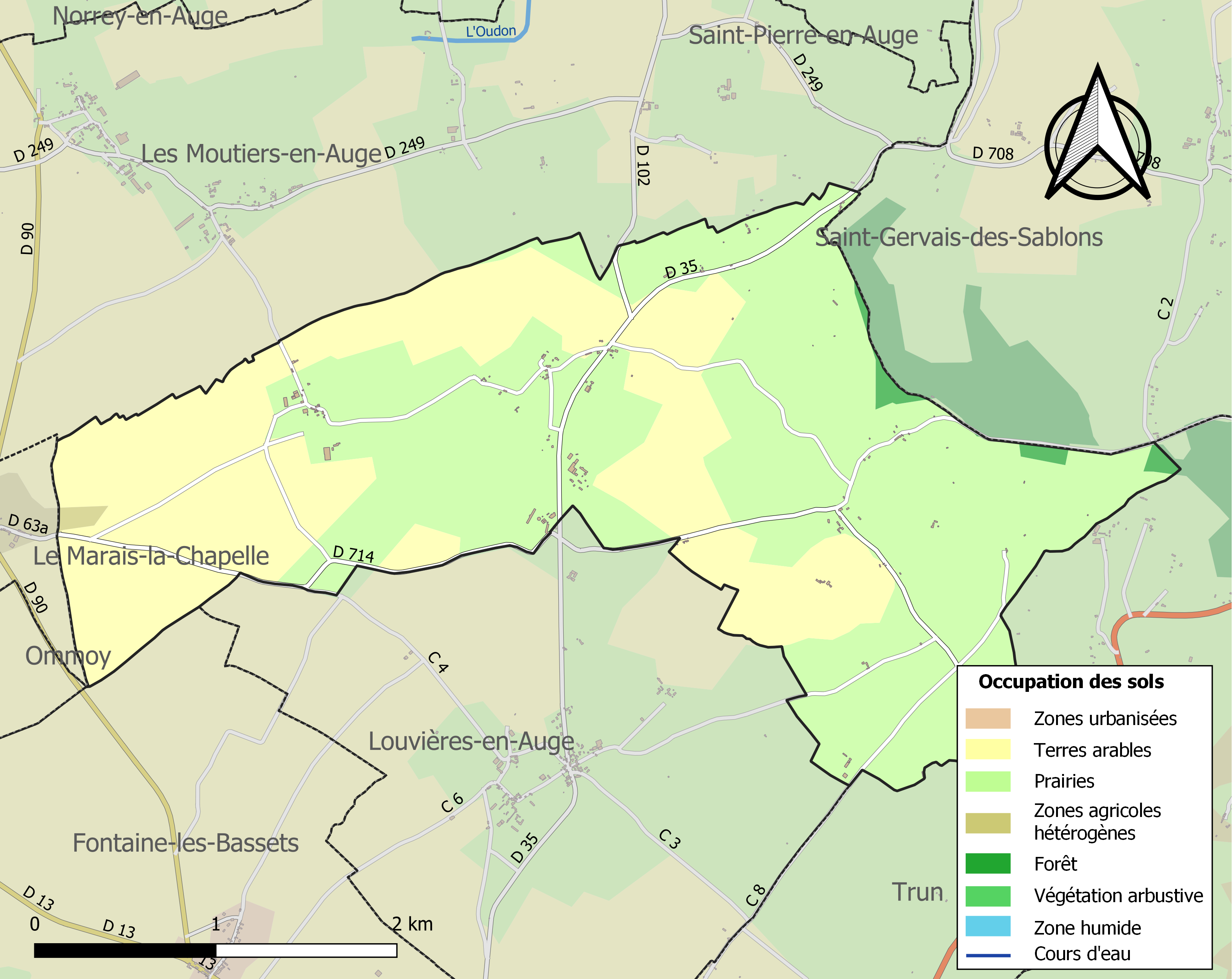
Bodennutzung und Infrastruktur der Gemeinde (2018)

Montreuil-la-Cambe liegt etwa 16 Kilometer nordnordöstlich von Argentan und etwa 50 Kilometer nördlich von Alençon in der Région naturelle Pays d’Auge an der Grenze zum benachbarten Département Calvados. Das Bürgermeisteramt der Gemeinde befindet sich im Weiler la Cambe. Montreuil-la-Cambe wird vom Flüsschen Radon und vom Ruisseau du Fontenil und verschiedenen kleineren Wasserläufen entwässert. Das Bürgermeisteramt liegt am Hang der beginnenden Schichtstufenlandschaft des Pays d’Auge, das sich nach Nordosten hin fortsetzt, auf einer Höhe von etwa 170 m. Das Relief des Gebiets weist ein Nordost-Südwest-Gefälle aus mit einer maximalen Höhe von 260 m im Nordosten und 74 m beim Austritt des Radon aus dem Gemeindegebiet im Südwesten.
Teile des Gebiets von Montreuil-la-Cambe gehören zum Natura 2000-Schutzgebiet „Haute Vallée de la Touques et affluents“ (FR2500103) und von zwei ZNIEFF-Naturzonen.
Rund 99 % der Fläche der Gemeinde werden hauptsächlich als Grünland landwirtschaftlich genutzt, rund 1 % ist bewaldet, insbesondere im Nordosten (Stand: 2018).
Umgeben wird Montreuil-la-Cambe von den Nachbargemeinden Les Moutiers-en-Auge (Calvados) im Norden und Nordwesten, Saint-Gervais-des-Sablons im Norden und Nordosten, Écorches im Osten, Trun und Louvières-en-Auge im Süden, Fontaine-les-Bassets im Süden und Südwesten sowie Le Marais-la-Chapelle (Calvados) im Westen.

## Geschichte
Im Jahre 1858 vereinigten sich die Gemeinden Montreuil-la-Motte und La Cambe unter dem heutigen Namen Montreuil-la-Cambe.

## Bevölkerungsentwicklung
| Montreuil-la-Cambe: Einwohnerzahlen von 1793 bis 2020                                                                      | Montreuil-la-Cambe: Einwohnerzahlen von 1793 bis 2020 | Montreuil-la-Cambe: Einwohnerzahlen von 1793 bis 2020 | Montreuil-la-Cambe: Einwohnerzahlen von 1793 bis 2020 | Montreuil-la-Cambe: Einwohnerzahlen von 1793 bis 2020 |
| --- | ----------------------------------------------------- | ----------------------------------------------------- | ----------------------------------------------------- | ----------------------------------------------------- |
| Jahr |                                                       |                                                       |                                                       | Einwohner                                             |
| 1793 | 1793                                                  |                                                       | 253                                                   | 253                                                   |
| 1800 | 1800                                                  |                                                       | 245                                                   | 245                                                   |
| 1806 | 1806                                                  |                                                       | 248                                                   | 248                                                   |
| 1821 | 1821                                                  |                                                       | 239                                                   | 239                                                   |
| 1836 | 1836                                                  |                                                       | 215                                                   | 215                                                   |
| 1841 | 1841                                                  |                                                       | 214                                                   | 214                                                   |
| 1846 | 1846                                                  |                                                       | 244                                                   | 244                                                   |
| 1851 | 1851                                                  |                                                       | 208                                                   | 208                                                   |
| 1856 | 1856                                                  |                                                       | 368                                                   | 368                                                   |
| 1861 | 1861                                                  |                                                       | 317                                                   | 317                                                   |
| 1866 | 1866                                                  |                                                       | 289                                                   | 289                                                   |
| 1872 | 1872                                                  |                                                       | 262                                                   | 262                                                   |
| 1876 | 1876                                                  |                                                       | 267                                                   | 267                                                   |
| 1881 | 1881                                                  |                                                       | 245                                                   | 245                                                   |
| 1886 | 1886                                                  |                                                       | 225                                                   | 225                                                   |
| 1891 | 1891                                                  |                                                       | 205                                                   | 205                                                   |
| 1896 | 1896                                                  |                                                       | 190                                                   | 190                                                   |
| 1901 | 1901                                                  |                                                       | 173                                                   | 173                                                   |
| 1906 | 1906                                                  |                                                       | 170                                                   | 170                                                   |
| 1911 | 1911                                                  |                                                       | 176                                                   | 176                                                   |
| 1921 | 1921                                                  |                                                       | 128                                                   | 128                                                   |
| 1926 | 1926                                                  |                                                       | 141                                                   | 141                                                   |
| 1931 | 1931                                                  |                                                       | 140                                                   | 140                                                   |
| 1936 | 1936                                                  |                                                       | 139                                                   | 139                                                   |
| 1946 | 1946                                                  |                                                       | 151                                                   | 151                                                   |
| 1954 | 1954                                                  |                                                       | 170                                                   | 170                                                   |
| 1962 | 1962                                                  |                                                       | 148                                                   | 148                                                   |
| 1968 | 1968                                                  |                                                       | 138                                                   | 138                                                   |
| 1975 | 1975                                                  |                                                       | 103                                                   | 103                                                   |
| 1982 | 1982                                                  |                                                       | 94                                                    | 94                                                    |
| 1990 | 1990                                                  |                                                       | 84                                                    | 84                                                    |
| 1999 | 1999                                                  |                                                       | 79                                                    | 79                                                    |
| 2006 | 2006                                                  |                                                       | 83                                                    | 83                                                    |
| 2013 | 2013                                                  |                                                       | 83                                                    | 83                                                    |
| 2020 | 2020                                                  |                                                       | 69                                                    | 69                                                    |
| Quelle(n): EHESS/Cassini bis 1999, INSEE ab 2006 Anmerkung(en): Ab 1962 offizielle Zahlen ohne Einwohner mit Zweitwohnsitz |                                                       |                                                       |                                                       |                                                       |

## Sehenswürdigkeiten
- Pfarrkirche Saint-Aubin in Montreuil-Beauvais aus dem 17. Jahrhundert mit einem Glockenturm aus dem 15. Jahrhundert
- Pfarrkirche Saint-Michel in La Cambe mit Ursprüngen aus dem 11. Jahrhundert
- Pfarrhaus von Montreuil-Beauvais aus dem 18. Jahrhundert
- Pfarrhaus von La Cambe aus dem 18. Jahrhundert
- Herrenhaus in Montreuil-Beauvais aus dem 16. Jahrhundert
- Herrenhaus im Weiler La Motte aus der ersten Hälfte des 17. Jahrhunderts

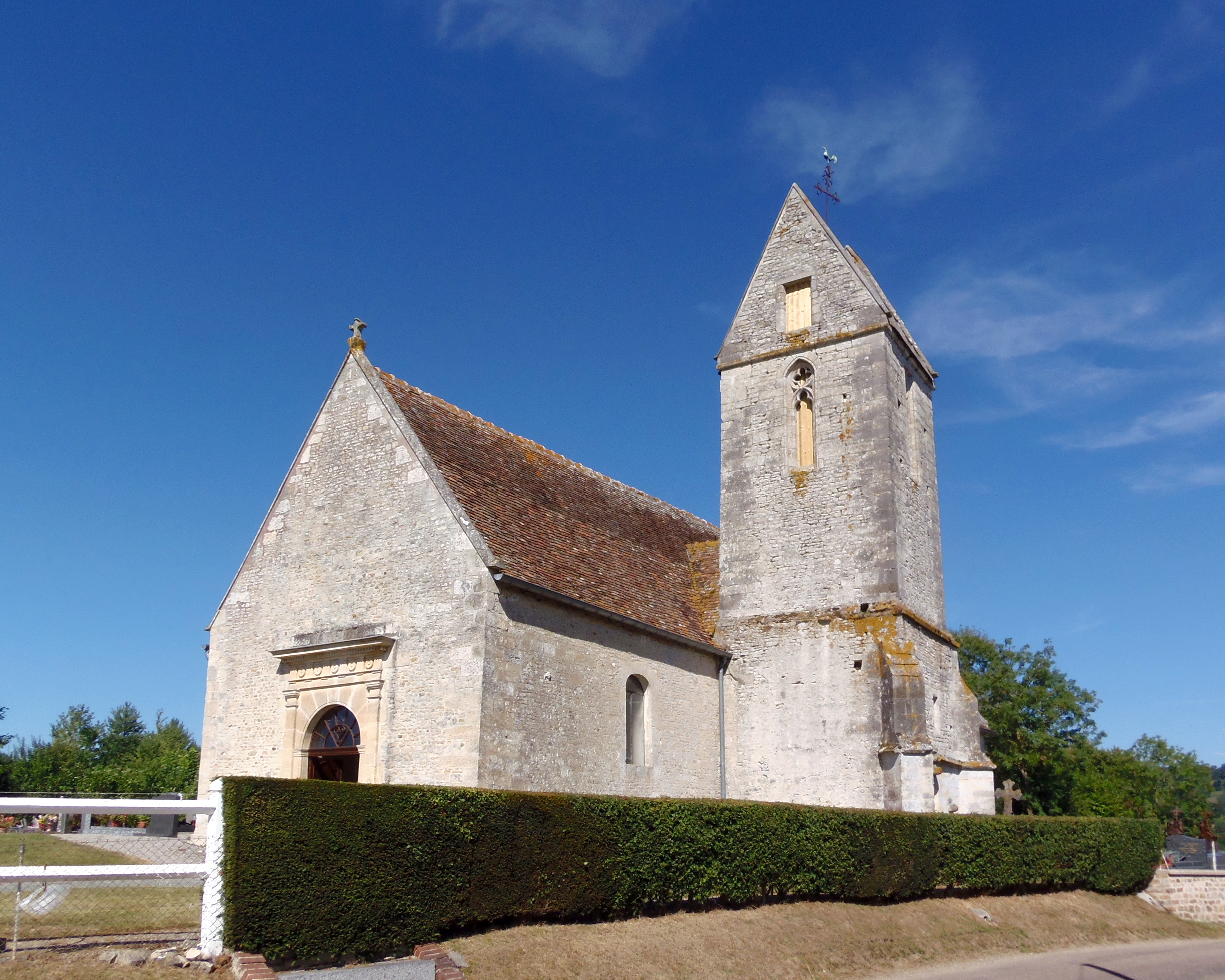
Pfarrkirche Saint-Aubin
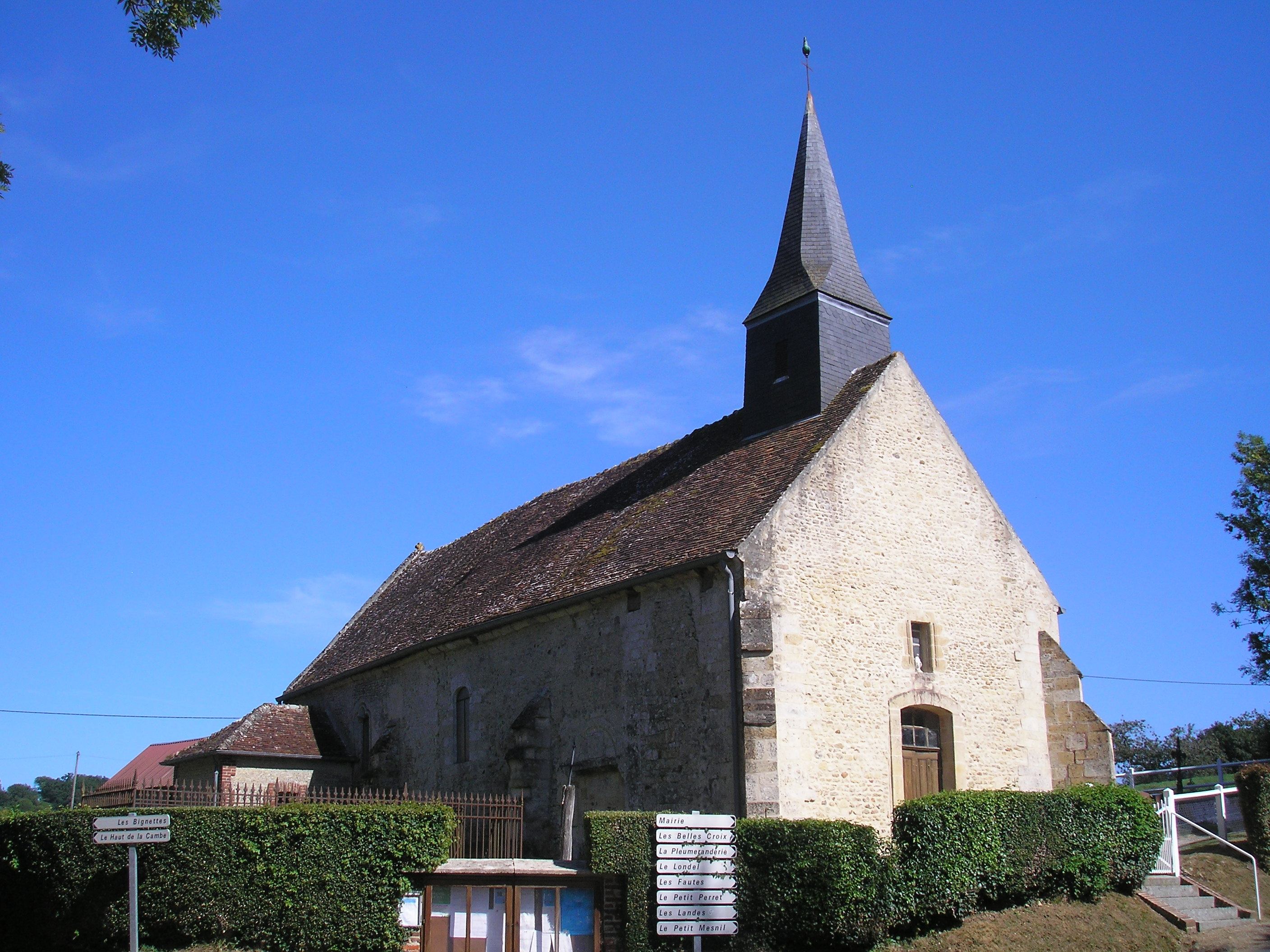
Pfarrkirche Saint-Michel

## Verkehr
Montreuil-la-Cambe liegt abseits größerer Verkehrsachsen. Die nachgeordneten Departementsstraßen D 35 und D 714 sowie lokale Landstraßen verbinden die Weiler der Gemeinde und Nachbargemeinden.